# Prêmio Extra de Televisão de melhor série
O Prêmio Extra de Televisão de melhor série é um dos prêmios oferecidos durante a realização do Prêmio Extra de Televisão, destinado a melhor série da televisão brasileira.

## Vencedoras
| Ano  | Vencedor                            | Emissora |
| ---- | ----------------------------------- | -------- |
| 2004 | Carga Pesada (segunda temporada)    | TV Globo |
| 2005 | A Grande Família (quinta temporada) | TV Globo |
| 2006 | A Grande Família (sexta temporada)  | TV Globo |
| 2007 | A Grande Família (sétima temporada) | TV Globo |
| 2008 | Toma Lá, Dá Cá (segunda temporada)  | TV Globo |
| 2009 | Maysa: Quando Fala o Coração        | TV Globo |
| 2011 | Tapas & Beijos (primeira temporada) | TV Globo |
| 2012 | Tapas & Beijos (segunda temporada)  | TV Globo |
| 2013 | Tapas & Beijos (terceira temporada) | TV Globo |
| 2014 | Amores Roubados                     | TV Globo |
| 2015 | Felizes para Sempre?                | TV Globo |
| 2016 | Justiça (primeira temporada)        | TV Globo |
| 2017 | Sob Pressão (primeira temporada)    | TV Globo |
| 2018 | Sob Pressão (segunda temporada)     | TV Globo |